# Municipio de Trier
El municipio de Trier (en inglés: Trier Township) es un municipio ubicado en el condado de Cavalier en el estado estadounidense de Dakota del Norte. En el año 2010 tenía una población de 50 habitantes y una densidad poblacional de 0,6 personas por km².

## Geografía
El municipio de Trier se encuentra ubicado en las coordenadas 48°40′54″N 98°53′42″O / 48.68167, -98.89500. Según la Oficina del Censo de los Estados Unidos, el municipio tiene una superficie total de 83.58 km², de la cual 78,6 km² corresponden a tierra firme y (5,96 %) 4,98 km² es agua.

## Demografía
Según el censo de 2010, había 50 personas residiendo en el municipio de Trier. La densidad de población era de 0,6 hab./km². De los 50 habitantes, el municipio de Trier estaba compuesto por el 100 % blancos. Del total de la población el 0 % eran hispanos o latinos de cualquier raza.